# Polyaroidea distincta
Polyaroidea distincta är en tvåvingeart som beskrevs av Hardy 1988. Polyaroidea distincta ingår i släktet Polyaroidea och familjen borrflugor. Inga underarter finns listade i Catalogue of Life.